# Gmail Notifier
 (février 2013).
Gmail Notifier était un programme développé par Google permettant d'alerter les utilisateurs de Gmail des nouveaux messages arrivés dans leur messagerie. Après avoir fourni les informations de connexion, le logiciel agit seul et avertit des derniers événements survenus sur sa boîte de messagerie Gmail (messages, problèmes de connexion, etc.).
La version Mac offre la possibilité de changer l'indicateur sonore mais pas la version Windows.

## Historique
Gmail Notifier a été lancé en phase de bêta-test en 2005. Il est resté dans cette version tout au long de sa durée de vie, jusqu'au 1er février 2014, date à laquelle Google cesse officiellement le support du logiciel.
Entre temps, de nombreux outils ont vu le jour, permettant d'être informé de nouveaux messages sans installation d'un logiciel. Ainsi, Google Talk intègre lui aussi l'option de notification de sa boîte de messagerie Gmail. De plus, deux extensions de Firefox ont aussi été créées, et disposent de ce système de notification : Gmail Notifier, et Gmail Manager (qui, elle, gère autant de comptes que l'on veut).